# ولي أباد دلي خمسير (كبغيان)
ولي أباد دلي خمسير (بالفارسية: ولی‌آباد دلی خمسیر) هي قرية تقع في إيران في قسم كبغيان الريفي. يقدر عدد سكانها بـ 140 نسمة .